# 奥村有輝
奥村 有輝 （おくむら ありてる、延宝7年〈1679年〉 - 享保15年12月5日〈1731年1月12日〉）は、加賀藩年寄。加賀八家奥村宗家第6代当主。

## 来歴
父は加賀藩年寄奥村時成。母は横山忠次の娘。通称平次郎、伊予。正室は横山任風の娘。養子は奥村有定。官位は従五位下伊予守。
延宝7年、加賀藩年寄奥村時成の子として金沢に生まれる。元禄6年（1693年）、父時成の死去により家督相続する。元禄14年（1701年）7月、人持組頭となる。正徳元年（1711年）12月、従五位下伊予守に叙任される。正徳2年（1712年）、藩主前田綱紀の娘直姫が二条吉忠に嫁ぐ際に、御輿渡役を務める。享保6年（1721年）、金沢城代。享保10年（1725年）、藩主前田吉徳の長男勝丸（第7代藩主前田宗辰）誕生の際に蟇目役を務める。享保11年（1726年）、公儀御用（宗門方御触）。享保14年（1729年）、藩主吉徳の次男亀次郎（第8代藩主前田重煕）誕生の際に蟇目役を務める。享保15年（1730年）、流行していた麻疹に罹り、12月5日没。享年52。家督は養子の有定が相続した。